# Juan Antonio Ribeyro
Juan Antonio Ribeyro Estada (Lima, 1 de noviembre de 1810 - ibídem, 6 de diciembre de 1886) fue un magistrado y político peruano. Fue simultáneamente ministro de Relaciones Exteriores del Perú y presidente del Consejo de Ministros, en tres períodos: 1862, 1863-1864 y 1872. Presidió también la Corte Suprema de Justicia en varios períodos: 1858-1859, 1861-1862, 1870-1873, 1877-1878, 1879-1884 y 1886. Y ejerció el rectorado de la Universidad Mayor de San Marcos, de 1868 de 1886, siendo el periodo rectoral más largo en la historia de dicha universidad.

## Estudios e inicio de su carrera en la judicatura
Fue hijo de Melchor Ribeyro Cordeyra y de Catalina Estada Hidalgo. Estudió en el Seminario Conciliar de Santo Toribio y luego en el Convictorio de San Carlos, donde se graduó de bachiller en Jurisprudencia en 1829 y de doctor en 1857. Se recibió de abogado en 1833.
Inició carrera en la magistratura como agente fiscal interino en 1836 y luego como fiscal de la Corte Superior de Lima en 1839. Fue elegido diputado por Lima, ejerciendo funciones legislativas entre 1845 y 1851. Integró el Consejo de Estado de 1848 a 1851, del que fue secretario. En 1850 fue nombrado vocal de la Corte Superior. En 1857 pasó a ser vocal de la Corte Suprema. Pero temporalmente abandonó la magistratura, al ser requerido por el presidente Ramón Castilla para ponerse al frente del ministerio de Gobierno en 1856.

## Primer ministro y ministro de Relaciones Exteriores (1)
El 25 de enero de 1862, fue nombrado ministro de Relaciones Exteriores, y poco después, presidente del Consejo de Ministros, cargos que ejerció hasta el fin del segundo gobierno de Ramón Castilla, el 24 de octubre de 1862.

## Primer ministro y ministro de Relaciones Exteriores (2)

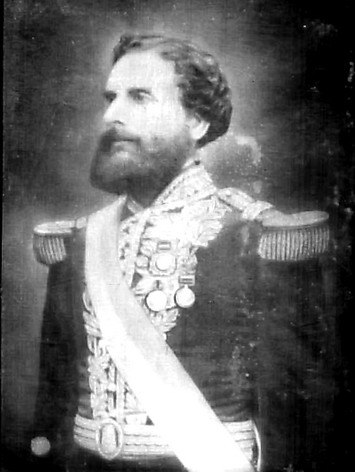
Presidente Juan Antonio Pezet, de cuyo gobierno Ribeyro fue premier y canciller (1863-1864).

El sucesor de Castilla, general Miguel de San Román, falleció a los seis meses de asumir el poder, en abril de 1863, y fue reemplazado interinamente por el segundo vicepresidente, general Pedro Diez Canseco Corbacho, a la espera del retorno de Europa del primer vicepresidente, general Juan Antonio Pezet. Fue en esa ocasión cuando Ribeyro asumió nuevamente como presidente del Consejo de Ministros y Ministro de Relaciones Exteriores, el 10 de abril de 1863. Al retornar Pezet y asumir el mando en agosto de 1863, Ribeyro fue confirmado en esos cargos.
Como canciller del presidente Pezet, le tocó enfrentar la crisis ocasionada por la presencia de la Escuadra Española del Pacífico en las costas del Perú.
El 30 de marzo de 1864, recibió cordialmente al enviado del gobierno español, Eusebio Salazar y Mazarredo, que venía con el título de comisario regio. Salazar describió a Ribeyro como un «hombre de unos cincuenta y cinco años, alto de cuerpo, de sangre algo cruzada y de mirar astuto». Ribeyro recibió la credencial presentada por Mazarredo, pero no lo examinó al momento, diciendo que lo revisaría después con cuidado. El 1 de abril, envió a Salazar una nota en la que le hacía saber que el gobierno peruano solo lo recibía como agente del gabinete de Madrid, más no como comisario, ya que este título no se sujetaba a las reglas y usos diplomáticos. Salazar, enfurecido, se dirigió donde el almirante de la Escuadra Española del Pacífico Luis Hernández-Pinzón Álvarez, exigiéndole que reparara el honor nacional, aduciendo que el gobierno peruano no lo había recibido. Acto seguido, los españoles ocuparon las islas Chincha (14 de abril de 1864).
Por circular del 11 de enero de 1864, Ribeyro había ya convocado a la naciones americanas a la reunión de un segundo Congreso Americano, que se instaló en Lima, el 15 de octubre del mismo año y que fue presidido por José Gregorio Paz Soldán.
Pese a los esfuerzos del gobierno de Pezet de lograr a una solución pacífica al conflicto español, la opinión pública se mostró descontenta con dicha política, que calificó de débil o pusilánime. La Cámara de Diputados sometió a debate un voto de acusación al gabinete Ribeyro por el «delito de traición a la confianza pública», algo que no estaba tipificado expresamente en la legislación. Ribeyro dimitió el 9 de agosto de 1864. Al día siguiente, aprobado el voto de censura, el presidente Pezet aceptó su renuncia.

## Presidente de la Corte Suprema y rector de San Marcos
Ribeyro retomó su puesto de vocal de la Corte Suprema (1868-1886), cuya presidencia ejerció seis veces (1858-1859, 1861-1862, 1870-1873, 1877-1878, 1879-1885 y 1886). Formó parte de la comisión consultiva de legislación, en el Ministerio de Justicia e inició la publicación de los Anales Judiciales en 1878.
Su función como magistrado la alternó con el rectorado de la Universidad de San Marcos, que ejerció desde 1868 hasta su muerte en 1886, por efecto de sucesivas reelecciones, constituyendo el más largo período rectoral en la historia universitaria sanmarquina. Modernizó la organización del claustro, creó la Facultad de Ciencias Políticas y Administrativas (1875) y renovó los estudios en todas las especialidades.

## Primer ministro y ministro de Relaciones Exteriores (3)
Efímeramente volvió a ejercer el poder político, como presidente del Consejo de Ministros y Ministro de Relaciones Exteriores, durante el gobierno del coronel Mariano Herencia Zevallos, de 26 de julio al 7 de agosto de 1872.

## Últimos años

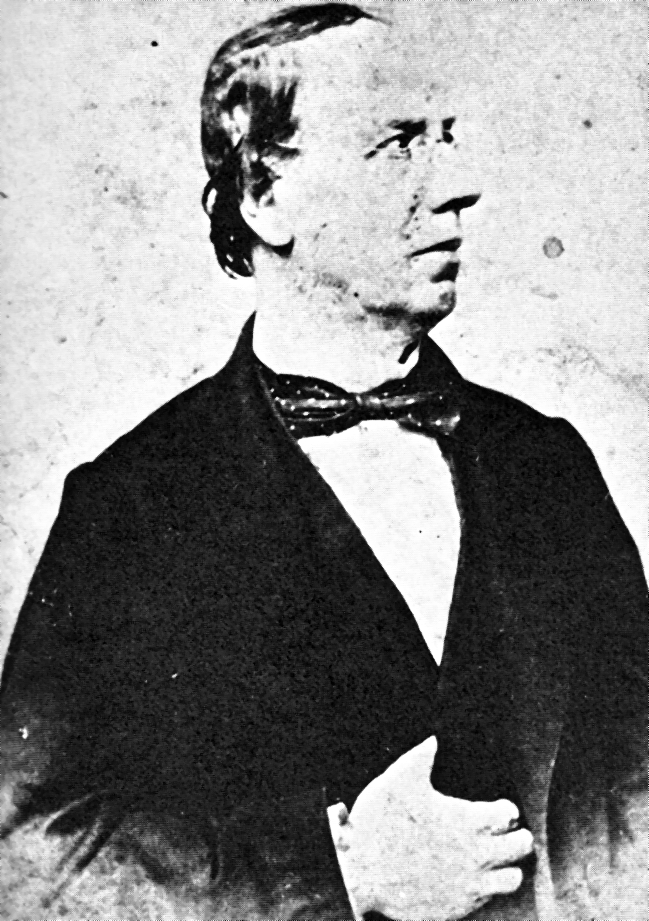
Fotografía de Juan Antonio Ribeyro.

En enero de 1881, al producirse la ocupación de Lima, el jefe chileno, general Cornelio Saavedra  Rodríguez, le ofició para que, en su calidad de presidente de la Corte Suprema, restableciera la administración de justicia. A lo que Ribeyro se negó, por lo que desde el 9 de febrero de 1881 todos los delitos y faltas quedaron a merced de los tribunales chilenos. Al instalarse el gobierno de Francisco García Calderón, este ordenó que a partir de 18 de abril de 1881 el Poder Judicial reanudara sus funciones. Ribeyro alegó que la presencia del ejército de ocupación y de sus tribunales especiales, impedían el libre ejercicio de las funciones judiciales. Su negativa fue secundada por los demás miembros de la Corte Suprema.
Falleció en Lima en 1886, desempeñando la presidencia de la Corte Suprema y el rectorado de la Universidad de San Marcos. Ante su tumba, el poeta Ricardo Rossel pronunció un discurso en el que decía lo siguiente:

Sí, hay cadáveres que importan mucho al mundo, porque hay vidas tan preciosas y de tanto valor que, al apagarse, privan a un pueblo entero de la viva luz que irradiaba su ciencia y del vivificante calor que difundían sus virtudes.

## Publicaciones
Sobre su gestión durante el conflicto con España, publicó:
- Cuestión entre el Perú y España (1864).
- Memoria que el ministro de Relaciones Exteriores presenta a la legislatura ordinaria de 1864 sobre los asuntos de España (1864).
- Exposición de los actos agresivos contra el Perú, ejecutados por el almirante de la escuadra española D. Luis H. Pinzón (1864).
- Perú y España. Exposición de algunos puntos importantes de la cuestión actual entre los dos países (1865).

Sobre asuntos legales, publicó:
- Exposición que hace la comisión nombrada por el supremo gobierno para formular el proyecto de reforma de los códigos en materia penal (1879).
- Código Penal del Perú. Proyecto de reformas presentado por la comisión (1879).

Sus Estudios históricos, que aparecieron en el diario El Nacional, y la Galería biográfica incluida en los Anales Universitarios (tomo II a XIII), son también de sumo interés, por su fondo testimonial e ideológico.

## Descendencia
Fue padre de Ramón Ribeyro Álvarez del Villar, que llegó a ser ministro de Justicia, presidente de la Corte Suprema y rector interino de la Universidad de San Marcos. Bisnieto suyo fue el escritor Julio Ramón Ribeyro, quien lo evoca en uno de sus cuentos, titulado: «El ropero, los viejos y la muerte» (1972).